# Arthur Everitt
Arthur Francis Graham Everitt (Paddington, 1872. augusztus 27. – Oxford, 1952. január 10.) olimpiai ezüstérmes angol párbajtőrvívó.